# Sati Beg
Sati Beg, död efter 1345, var regerande monark av Ilkhanatet mellan 1338 och 1339. Hon var ilkhanatets enda kvinnliga monark, Ilkhan Khatun, under dess historia. 
Hon var syster till Il-Khan Abu Sa'id (regent 1319-33), och gift med Il-Khan Arpa (regent 1335–36). Ilkhanatet befann sig vid denna tid i förfall. Hon och hennes son Surgan slöt förbund med Jalaridernas grundare Hasan Buzurg, som erövrade västra Persien, men valde sedan dennes sonson Hasan Kuceks sida. År 1338 placerade Hasan Kucek henne på ilkhanatets tron. Hasan Kucek förlorade snart sitt förtroende för henne och lät 1339 avsätta henne och gifta bort henne med hennes efterträdare Il-Khan Suleiman (regent 1339–43). År 1343 gav hon och hennes make sone Surgan sitt stöd i maktkampen med Chobaniderna, men tvingades fly till Anatolien när de förlorade Hasan Buzurgs stöd. Det sista spåret av Sati Beg är mynt präglade i hennes namn i Hesn Kayfa i Anatolien år 1345. Hennes son avrättades på order av Hasan Buzurg samma år. Det är okänt om Sati Beg också blev avrättad. 